# Portörő Gábor
Portörő Gábor (Gyula, 1933. július 5. – Szeged, 2004. december 16. előtt) labdarúgó, hátvéd, edző.

## Pályafutása
1948-ban szülővárosában kezdte a labdarúgást. 1953 és 1957 között a Diósgyőri VTK, 1957 és 1964 között a Szegedi EAC labdarúgója volt. Szegeden 133 élvonalbeli bajnoki mérkőzésen szerepelt és kilenc gólt szerzett. 1965-ben a Szegedi Spartacus játékosa lett. 1960-ban tagja volt a B-válogatottnak. Labdarúgó pályafutása után edzőként dolgozott. Tanítványai között volt: Véber György, Gujdár Sándor és Pusztai László.